# Antonio Statella di Cassaro
Antonio Statella, principe di Cassaro (Spaccaforno, 31 luglio 1785 – Torre del Greco, 11 dicembre 1864), è stato un politico e diplomatico italiano, ministro degli esteri e primo ministro del Regno delle Due Sicilie.

## Biografia
Figlio primogenito di Francesco Maria Statella e Napoli (†1823), I principe del Cassaro e di Maria Felicia Naselli dei duchi di Terranova, dama della real corte presso la regina Carolina d'Austria, appartenente a una famiglia aristocratica siciliana, Antonio Statella ricoprì numerosi incarichi diplomatici: dal 1815 al 1818 fu ambasciatore a Torino, dal 1818 al 1820 a Parigi, dal 1820 al 1827 a Madrid, e ministro plenipotenziario a Vienna nel 1827. A Torino lo Statella guidò, per conto del giovane Ferdinando II, le trattative per le nozze con Maria Cristina di Savoia, futura madre di Francesco II.
Resse il ministero degli esteri del regno delle Due Sicilie dal 27 luglio 1830 al 20 marzo 1840. Venne chiamato da Ferdinando II agli esteri nel ministero di Donato Tommasi e poi del marchese di Gualtieri. Il principe di Cassaro si oppose alla politica del re di nazionalizzare il commercio dello zolfo siciliano, fino ad allora monopolio dell'Inghilterra, e il 20 marzo 1840 venne sostituito come ministro degli esteri da Fulco Ruffo di Calabria.
Dopo una lunga parentesi in cui rimase lontano dalla vita politica attiva, lo Statella fu presidente del consiglio dei ministri di Francesco II dal 13 marzo 1860 al 25 giugno 1860. In questo breve intervallo di tempo si verificò la spedizione dei Mille e, con lo sbarco dei garibaldini a Marsala l'11 maggio, l'inizio della sequenza degli eventi che avrebbero portato la fine del regno.
Era il suocero del marchese  Benedetto Orazio Paternò Castello.

## Matrimonio e figli
il Principe Antonio Statella sposò la Principessa Stefania Moncada di Paternò figlia del Principe Francesco Rodrigo Moncada Branciforte e della Principessa Maria Giovanna Beccadelli di Bologna, la coppia ebbe ben sette figli:
- Giovanni Francesco Statella  (1800 - 1865), sposo la Contessa Giovanna Moncada, nel 1864 in seguito alla morte del padre gli succedette nella direzioni dei Feudi Paterni.
- Maria Felicia Statella (1804 - 22 dicembre 1846), sposò il Principe Giovanni Battista Gallone di Nociglia.
- Eleonora Maria Statella (28 ottobre 1810 - 23 agosto 1867), sposò il Principe Benedetto IV Grifeo
- Livia Statella (1817 - 11 dicembre 1880), sposò il Marchese Francesco Paolo Starrabba
- Caterina Egidia Maria Statella (1º febbraio 1801 - 1908), nel 1844 sposò il Marchese Benedetto Orazio Paternò Castello
- Pietro Statella (20 giugno 1823 - 25 dicembre 1878), sposò la Baronessa Genoveffa Fardella e nel 1865 in seguito alla morte del Fratello Maggiore gli Succedetto nella direzione dei Feudi di Famiglia.
- Costanza Statella, sposò il Principe Giacomo Milano Franco d'Aragona.

## Ascendenza
|                                                  |                                |                                                  | Genitori                                    |  |  | Nonni |  |  | Bisnonni                                                      |  |  | Trisnonni                                    |  |
|                                                  |                                |                                                  |                                             |  |  |       |  |  | Francesco Maria Saverio Statella, VII Marchese di Spaccaforno |  |  | Antonio Statella, VI Marchese di Spaccaforno |  |
|                                                  |                                |                                                  |                                             |  |  |       |  |  | Francesco Maria Saverio Statella, VII Marchese di Spaccaforno |  |  | Antonio Statella, VI Marchese di Spaccaforno |  |
|                                                  |                                | Maddalena Gaetani                                |                                             |  |  |       |  |  | Francesco Maria Saverio Statella, VII Marchese di Spaccaforno |  |  |                                              |  |
| Antonio Maria Statella, X Principe di Cassaro    |                                |                                                  |                                             |  |  |       |  |  | Francesco Maria Saverio Statella, VII Marchese di Spaccaforno |  |  |                                              |  |
|                                                  |                                | Giovanna Grifeo                                  | Girolamo Grifeo, V Principe di Partanna     |  |  |       |  |  |                                                               |  |  |                                              |  |
|                                                  |                                | Giovanna Grifeo                                  | Girolamo Grifeo, V Principe di Partanna     |  |  |       |  |  |                                                               |  |  |                                              |  |
|                                                  |                                | Giovanna Grifeo                                  | Laura La Gru                                |  |  |       |  |  |                                                               |  |  |                                              |  |
| Francesco Maria Statella, XI Principe di Cassaro |                                | Giovanna Grifeo                                  |                                             |  |  |       |  |  |                                                               |  |  |                                              |  |
|                                                  |                                | Cristoforo di Napoli, I Principe di Buonfornello | Federico Di Napoli, V Principe di Resuttano |  |  |       |  |  |                                                               |  |  |                                              |  |
|                                                  |                                | Cristoforo di Napoli, I Principe di Buonfornello | Federico Di Napoli, V Principe di Resuttano |  |  |       |  |  |                                                               |  |  |                                              |  |
|                                                  |                                | Cristoforo di Napoli, I Principe di Buonfornello | Eleonora Bellacera                          |  |  |       |  |  |                                                               |  |  |                                              |  |
| Eleonora Di Napoli                               |                                | Cristoforo di Napoli, I Principe di Buonfornello |                                             |  |  |       |  |  |                                                               |  |  |                                              |  |
|                                                  |                                | Giuseppa Zati                                    | Placido Zati, IV Marchese di Santa Maria    |  |  |       |  |  |                                                               |  |  |                                              |  |
|                                                  |                                | Giuseppa Zati                                    | Placido Zati, IV Marchese di Santa Maria    |  |  |       |  |  |                                                               |  |  |                                              |  |
|                                                  |                                | Giuseppa Zati                                    | Antonia Morso                               |  |  |       |  |  |                                                               |  |  |                                              |  |
| Antonio Statella XII Principe di Cassaro         |                                | Giuseppa Zati                                    |                                             |  |  |       |  |  |                                                               |  |  |                                              |  |
|                                                  | Carlo Naselli, II Duca di Gela | Francesco Naselli, I Duca di Gela                |                                             |  |  |       |  |  |                                                               |  |  |                                              |  |
|                                                  | Carlo Naselli, II Duca di Gela | Francesco Naselli, I Duca di Gela                |                                             |  |  |       |  |  |                                                               |  |  |                                              |  |
|                                                  | Carlo Naselli, II Duca di Gela | Caterina di San Martino Ramondetta               |                                             |  |  |       |  |  |                                                               |  |  |                                              |  |
| Giovanni Naselli                                 | Carlo Naselli, II Duca di Gela |                                                  |                                             |  |  |       |  |  |                                                               |  |  |                                              |  |
|                                                  |                                | Felicia Ostos De Inga                            | Domenico Ostos De Inga                      |  |  |       |  |  |                                                               |  |  |                                              |  |
|                                                  |                                | Felicia Ostos De Inga                            | Domenico Ostos De Inga                      |  |  |       |  |  |                                                               |  |  |                                              |  |
|                                                  |                                | Felicia Ostos De Inga                            | Laura Bettone                               |  |  |       |  |  |                                                               |  |  |                                              |  |
| Maria Felicia Naselli                            |                                | Felicia Ostos De Inga                            |                                             |  |  |       |  |  |                                                               |  |  |                                              |  |
|                                                  |                                | Mariano Oneto                                    | Giovanni Stefano Oneto, I Duca di Sperlinga |  |  |       |  |  |                                                               |  |  |                                              |  |
|                                                  |                                | Mariano Oneto                                    | Giovanni Stefano Oneto, I Duca di Sperlinga |  |  |       |  |  |                                                               |  |  |                                              |  |
|                                                  |                                | Mariano Oneto                                    | Olivia Spadafora                            |  |  |       |  |  |                                                               |  |  |                                              |  |
| Livia Oneto                                      |                                | Mariano Oneto                                    |                                             |  |  |       |  |  |                                                               |  |  |                                              |  |
|                                                  |                                | Lucia Platamone                                  | Salvatore Platamone                         |  |  |       |  |  |                                                               |  |  |                                              |  |
|                                                  |                                | Lucia Platamone                                  | Salvatore Platamone                         |  |  |       |  |  |                                                               |  |  |                                              |  |
|                                                  |                                | Lucia Platamone                                  | Dorotea Cannizzaro                          |  |  |       |  |  |                                                               |  |  |                                              |  |
|                                                  |                                | Lucia Platamone                                  |                                             |  |  |       |  |  |                                                               |  |  |                                              |  |